# Ceroplastes reunionensis
Ceroplastes reunionensis är en insektsart som beskrevs av Ben-dov, Matile-ferrero in och Ben-dov et al. 2000. Ceroplastes reunionensis ingår i släktet Ceroplastes och familjen skålsköldlöss.
Artens utbredningsområde är Réunion. Inga underarter finns listade i Catalogue of Life.